# Бивис и Баттхед уделывают Америку
«Бивис и Баттхед уделывают Америку» (англ. Beavis and Butt-Head Do America) — полнометражный анимационный фильм в жанре роуд-муви, снятый на основе комедийного мультипликационного телесериала «Бивис и Баттхед». Премьера фильма состоялась 20 декабря 1996 года.

## Сюжет
Из дома Бивиса и Баттхеда похищают телевизор. В поисках любимого развлечения друзья встречают опасного преступника Мади, который, приняв их за наёмных убийц, отправляет их в Лас-Вегас и предлагает неплохие деньги за то, чтобы «мальчики сделали его жену». Бивис и Баттхед соглашаются с надеждой, что им наконец-то «дадут»: они не догадываются, что под словом «сделали» Мади подразумевает убийство, а не секс.
Мади заказывает для Бивиса и Баттхеда билеты до Лас-Вегаса, и парочка едет в аэропорт. Бивис и Баттхед садятся в самолёт, где знакомятся с пожилой пассажиркой, которая угощает Бивиса успокоительными таблетками. Тот, не зная чувства меры, вместо положенной одной таблетки принимает целую пачку. В результате у него начинается синдром «Великого Кукурузо», во время которого Бивис, надев на голову футболку, кричит: «Я Корнхолио! Мне нужна бумажка для моей задницы! Вы есть мне угрожать?!» (англ. I’m a Great Cornholio! I need TP for my bunghole! Are you threatening me?!).
После прилёта в Лас-Вегас Бивис и Баттхед прогуливаются в одном из казино Лас-Вегаса, откуда их выгоняют охранники за попытку залезть на обнажённую статую индейской девушки. А тем временем к преступнику Мади приходят настоящие наёмные убийцы. Мади решает, что его обманули, и начинает охоту на Бивиса и Баттхеда с целью их убийства.
В Лас-Вегасе Бивис и Баттхед знакомятся с Даллас, женой Мади. Она зашивает в штаны Бивиса похищенный из секретной исследовательской лаборатории блок «X-5» и заказывает билеты для мальчиков на туристический автобус, который направляется в Вашингтон.
Едва друзья уходят, в номер к Даллас врываются агенты ATF во главе с Флемингом, проводя безуспешный обыск гостиничного номера в поисках блока «X-5». После этого случайные свидетели сообщают агентам, что видели двух подозрительных молодых людей, и для общества Бивис и Баттхед становятся опаснейшими преступниками: их объявляют в розыск. Их почти удаётся поймать, но в ходе одной из экскурсий они перепутали автобус: вместо туристического автобуса, номера которого переданы в службу безопасности, Бивис и Баттхед оказываются в паломническом автобусе с монашками, который направлялся в ближайшую церковь.
После того, как автобус останавливается у церкви, Бивис и Баттхед заходят в исповедальную комнату, думая, что это туалет. Заходящим в исповедальню прихожанам они дают различные бредовые советы и идеи. Затем Бивис и Баттхед отправляются в пустыню, надеясь дойти до Вашингтона. А тем временем за ними идёт настоящая погоня: спецслужбы обыскали даже их дом в городе Хайленде, фургон их соседа Андерсона, а также школу, где учатся Бивис и Баттхед, при этом разрушив и разворотив всю мебель.
В пустыне Бивис и Баттхед встречают двух байкеров и остаются у их костра до утра. Байкеры сообщают, что они бывшие тур-менеджеры группы Mötley Crüe. Также один из них, толстый брюнет, рассказывает, как однажды в прошлом они оказались в Хайленде (родном городе Бивиса и Баттхеда), где переспали с двумя проститутками. Второй байкер, худой блондин в очках, подтверждает, что тоже участвовал в этом, но толстый его грубо обрывает и утверждает, что обе проститутки «дали» только ему одному. При этом байкеры внешне и манерой общаться напоминают Бивиса и Баттхеда в зрелом возрасте, из чего можно сделать вывод, что это отцы главных героев. Утром Бивис и Баттхед обнаруживают, что байкеры уехали, пока они спали, и продолжают идти пешком через пустыню. Через некоторое время они теряют сознание от жары и обезвоживания, перед этим Бивис, надеясь утолить жажду, откусывает часть растущего кактуса и некоторое время галлюцинирует.
На следующее утро Мади обнаруживает Бивиса и Баттхеда, приводит их в чувство, а затем угрожает их убить, но после того, как узнаёт, что они направляются в Вашингтон на встречу с Даллас — сажает их в багажник автомобиля и отправляется туда сам. Но Бивис и Баттхед, открыв багажник домкратом, выпрыгивают на ходу, чем провоцируют крупное ДТП. Оставшись в общей суматохе незамеченными, парни садятся в туристический автобус, едущий в Вашингтон, на котором они изначально уехали из Лас-Вегаса. В автобусе Бивис начал кричать: «Мы проехали тысячи миль, но нам так и не дали, и мы с Баттхедом так и останемся девственниками» (англ. We drove thousands of miles and never had sex. We will die as virgins). Водитель тут же отлупил Бивиса, после чего тот взял у пожилой женщины успокоительные таблетки и, как обычно, проглотил целую упаковку.
Далее Бивис и Баттхед оказываются в Вашингтоне и случайным образом проникают в Белый Дом, где Бивис, находясь под действием таблеток, превращается в своё alter ego «Великий Кукурузо» и начинает совершать разнообразные безумные поступки — говорить каждому встречному о том, что он (Бивис) является Великим Кукурузо, или звонить с президентского телефона и говорить полный бред, вроде «Я приказываю вам сдаться всем нашим врагам» (англ. I order you to surrender to all our enemies).
А тем временем Мади, приехав в Вашингтон, но никого не обнаружив в багажнике машины, мирится с Даллас, и они решают вместе убить Бивиса и Баттхеда. Вскоре супругов обнаруживают полицейские и арестовывают, посадив в полицейский фургон.
Во дворе Белого дома агенты ATF окружают Бивиса и Баттхеда, и Флеминг требует у Бивиса, чтобы тот отдал блок «X-5». Бивис, по-прежнему пребывая в роли «Великого Кукурузо» под действием таблеток, не понимает, что от него хотят, и продолжает говорить, что он Корнхолио и что ему нужна туалетная бумага.
Не дождавшись, Флеминг приказывает стрелять в Бивиса на «счёт три», но в последний момент из стоявшего рядом фургона выходит Андерсон, держа в руке штаны Бивиса, который ранее заходил в его фургон помастурбировать.
Из штанов выпадает блок «X-5» и Андерсона тут же арестовывают, а Бивиса и Баттхеда объявляют Героями США, после чего президент Билл Клинтон назначает их почётными агентами «Бюро по алкоголю, табаку и огнестрельному оружию» (ATF).
В заключительной сцене Бивис и Баттхед наконец-то находят телевизор и несказанно радуются этому.

## В ролях
- Майк Джадж — Бивис, Баттхед, Том Андерсон, учитель Дэвид ван Дриссен и Директор МакВикер
- Брюс Уиллис — Мади
- Дэми Мур — Даллас
- Клорис Личман — бабушка
- Роберт Стэк — агент Флемминг (аллюзия на Яна Флеминга)
- Тоби Хасс — второстепенные персонажи: вор, консьерж, посыльный и др.

## Саундтрек
1. «Two Cool Guys» — Isaac Hayes — 3:06
2. «Love Rollercoaster» — Red Hot Chili Peppers — 4:37
3. «Ain’t Nobody» — LL Cool J — 4:38
4. «Ratfinks, Suicide Tanks and Cannibal Girls» — White Zombie — 3:53
5. «I Wanna Riot» — Rancid with Stubborn All-Stars — 3:59
6. «Walk on Water» — Ozzy Osbourne — 4:18
7. «Snakes» — No Doubt — 4:34
8. «Pimp’n Ain’t EZ» — Madd Head — 4:21
9. «The Lord Is a Monkey» (Rock Version) — Butthole Surfers — 4:44
10. «White Trash» — Southern Culture on the Skids — 2:03
11. «Gone Shootin'» — AC/DC — 5:05
12. «Lesbian Seagull» — Энгельберт Хампердинк — 3:39

## Факты
- Убегая от Мади, Бивис и Баттхед оказываются в пустыне, где встречают своих отцов. Их отцы, бывшие менеджеры Mötley Crüe рассказывают, как 15 лет назад останавливались в Хайленде и переспали с двумя женщинами. На основании этого можно сделать предположение, исходя из дня рождения Бивиса, что Баттхед родился в 1979 и что они были зачаты примерно одновременно.
- Перед премьерным показом «Бивис и Баттхед уделывают Америку» на MTV (7 августа 1999) из фильма была вырезана одна сцена. Во время экскурсии по Национальным архивам США Бивис пошёл в туалет. Не найдя туалетной бумаги, герой отправился в выставочный зал, где наткнулся на витрину с декларацией независимости США. В то время как охранник заснул, Бивис взял флаг США и разбил им стекло, защищавшее исторический документ. В зале сработала сигнализация, и работники службы безопасности бросились на поиски злоумышленника. Однако главному герою удалось остаться незамеченным и добраться до туалета, где Бивис справил свою нужду и «подтёрся» декларацией независимости США.
- Существовала сцена, где Бивис и Баттхед встречают Челси Клинтон, которая собирает вещи в своей спальне перед отъездом из Белого дома. Эпизод был создан на случай, если бы её отец, Билл Клинтон, не был переизбран в 1996 году. Это означает, что действие фильма происходит в 1996-м году, а следовательно, Б. и Б. родились в 1980 г.